# فرانك ويستون بنسون
فرانك ويستون بنسون (بالإنجليزية: Frank Weston Benson)‏ هو رسام أمريكي، ولد في 24 مارس 1862 في سالم في الولايات المتحدة، وتوفي بنفس المكان في 15 نوفمبر 1951.

## وصلات خارجية
- فرانك ويستون بنسون على موقع أوليمبيديا (الإنجليزية)
- فرانك ويستون بنسون على موقع الموسوعة البريطانية (الإنجليزية)